# بورت هنري (نيويورك)
بورت هنري (بالإنجليزية: Port Henry, New York)‏ هي منطقة سكنية تقع في الولايات المتحدة في مقاطعة إيسيكس، نيويورك. يقدر عدد سكانها بـ 1,194 نسمة ومساحتها 3.8 كم2 ووترتفع عن سطح البحر 74 متر.

## التركيبة السكانية
حدّد مكتب تعداد الولايات المتحدة بيانات التركيبة السكانية لبورت هنري في تعداد الولايات المتحدة. في ما يلي، التركيبة السكانية حسب تعدادي 2000 و2010.

### تعداد عام 2000
بلغ عدد سكان بورت هنري 1,152 نسمة بحسب تعداد عام 2000، وبلغ عدد الأسر 491 أسرة وعدد العائلات 295 عائلة مقيمة في القرية. في حين سجلت الكثافة السكانية 303.2 نسمة لكل كيلومتر مربع (785.3/ميل2). وبلغ عدد الوحدات السكنية 596 وحدة بمتوسط كثافة قدره 156.8 لكل كيلومتر مربع (406.1/ميل2).
وتوزع التركيب العرقي للقرية بنسبة 97.66% من البيض و0.52% من الأمريكيين الأفارقة و0.09% من الأمريكيين الأصليين و0.61% من الأمريكيين ذوي الأصول الآسيوية و0.61% من الأعراق الأخرى و0.52% من عرقين مختلطين أو أكثر و1.30% من الهسبانيون أو اللاتينيون من أي عرق.
بلغ عدد الأسر 491 أسرة كانت نسبة 30.1% منها لديها أطفال تحت سن الثامنة عشر تعيش معهم، وبلغت نسبة الأزواج القاطنين مع بعضهم البعض 42% من أصل المجموع الكلي للأسر، ونسبة 12.8% من الأسر كان لديها معيلات من الإناث دون وجود شريك، بينما كانت نسبة 5.3% من الأسر لديها معيلون من الذكور دون وجود شريكة وكانت نسبة 39.9% من غير العائلات. تألفت نسبة 33.6% من أصل جميع الأسر من عدة أفراد يعيشون في نفس المنزل ونسبة 16.7% كانت تتألف من شخص يعيش بمفرده يبلغ من العمر 65 عاماً أو أكثر. وبلغ متوسط حجم الأسرة المعيشية 2.29، أما متوسط حجم العائلات فبلغ 2.90.
بلغ العمر الوسطي للسكان 39.8 عاماً. وكانت نسبة 24.7% من القاطنين تحت سن الثامنة عشر، وكانت نسبة 7.7% بين الثامنة عشر والرابعة والعشرين عاماً، ونسبة 24.5% كانت واقعةً في الفئة العمرية ما بين الخامسة والعشرين والرابعة والأربعين عاماً، ونسبة 21% كانت ما بين الخامسة والأربعين والرابعة والستين، ونسبة 19.8% كانت ضمن فئة الخامسة والستين عاماً فما فوق. يوجد لكل 100 أنثى 94.5 ذكر، ويوجد لكل 100 أنثى في الثامنة عشر من عمرها فما فوق 86.5 ذكر.
بلغ متوسط دخل الأسرة في القرية 29,306 دولارًا، أما متوسط دخل العائلة فبلغ 40,556 دولارًا. وكان متوسط دخل الذكور 34,821 دولارًا مقابل 20,703 دولارًا للإناث. وسجل دخل الفرد الخاص بالقرية 17,455 دولارًا. وكانت نسبة 12.2% من العائلات ونسبة 19.2% من السكان تحت خط الفقر، وكان من هؤلاء نسبة 28.4% تحت سن الثامنة عشر ونسبة 10.7% في الخامسة والستين من العمر وما فوق.

### تعداد عام 2010
بلغ عدد سكان بورت هنري 1,194 نسمة بحسب تعداد عام 2010، وبلغ عدد الأسر 534 أسرة وعدد العائلات 296 عائلة مقيمة في القرية. في حين سجلت الكثافة السكانية 314.2 نسمة لكل كيلومتر مربع (813.8/ميل2). وبلغ عدد الوحدات السكنية 627 وحدة بمتوسط كثافة قدره 165 لكل كيلومتر مربع (427.3/ميل2).
وتوزع التركيب العرقي للقرية بنسبة 97.91% من البيض و0.25% من الأمريكيين الأفارقة و0.25% من الأمريكيين ذوي الأصول الآسيوية و0.34% من الأعراق الأخرى و1.26% من عرقين مختلطين أو أكثر و2.93% من الهسبانيون أو اللاتينيون من أي عرق.
بلغ عدد الأسر 534 أسرة كانت نسبة 26.4% منها لديها أطفال تحت سن الثامنة عشر تعيش معهم، وبلغت نسبة الأزواج القاطنين مع بعضهم البعض 38.4% من أصل المجموع الكلي للأسر، ونسبة 13.1% من الأسر كان لديها معيلات من الإناث دون وجود شريك، بينما كانت نسبة 3.9% من الأسر لديها معيلون من الذكور دون وجود شريكة وكانت نسبة 44.6% من غير العائلات. تألفت نسبة 36% من أصل جميع الأسر من عدة أفراد يعيشون في نفس المنزل ونسبة 13.3% كانت تتألف من شخص يعيش بمفرده يبلغ من العمر 65 عاماً أو أكثر. وبلغ متوسط حجم الأسرة المعيشية 2.22، أما متوسط حجم العائلات فبلغ 2.90.
بلغ العمر الوسطي للسكان 42.0 عاماً. وكانت نسبة 22% من القاطنين تحت سن الثامنة عشر، وكانت نسبة 7.1% بين الثامنة عشر والرابعة والعشرين عاماً، ونسبة 24.7% كانت واقعةً في الفئة العمرية ما بين الخامسة والعشرين والرابعة والأربعين عاماً، ونسبة 30.2% كانت ما بين الخامسة والأربعين والرابعة والستين، ونسبة 15.9% كانت ضمن فئة الخامسة والستين عاماً فما فوق. وتوزع التركيب الجنسي للسكان بنسبة 49.7% ذكور و50.3% إناث.

## أعلام
- مارتي باريت
- سن دالي